# Сивашское
Сивашское (укр. Сиваське) — посёлок в Новотроицкой поселковой общине Генического района Херсонской области Украины.

## История
До 1935 г. назывался Рождественское.
В ходе Великой Отечественной войны в 1941 году селение было оккупировано наступавшими немецкими войсками.
16 декабря 1960 года Сивашское получило статус посёлка городского типа.
На 1 января 2013 года численность населения составляла 4528 человек.

## Местный совет
75341, Херсонская обл., Генический р-н, пгт Сивашское, ул. Мира, 101

## Известные жители и уроженцы
- Рыженко, Виктор Павлович (род. 1924) — Герой Социалистического Труда.
- Вознюк, Любовь Семёновна (род. 1942) — Герой Социалистического Труда.
- Залата, Фёдор Дмитриевич (1914—1993)— украинский советский писатель, прозаик.
- Сосновый, Степан Николаевич — агроном, автор исследований о голоде 1932—1933 гг.

## Топографические карты
- Лист карты L-36-58 Сивашское. Масштаб: 1 : 100 000. Состояние местности на 1989 год. Издание 1991 г.